# Solanum santosii
Solanum santosii är en potatisväxtart som beskrevs av Sandra Diane Knapp. Solanum santosii ingår i släktet skattor som ingår i familjen potatisväxter. Inga underarter finns listade i Catalogue of Life.